# Castelo de Péronne

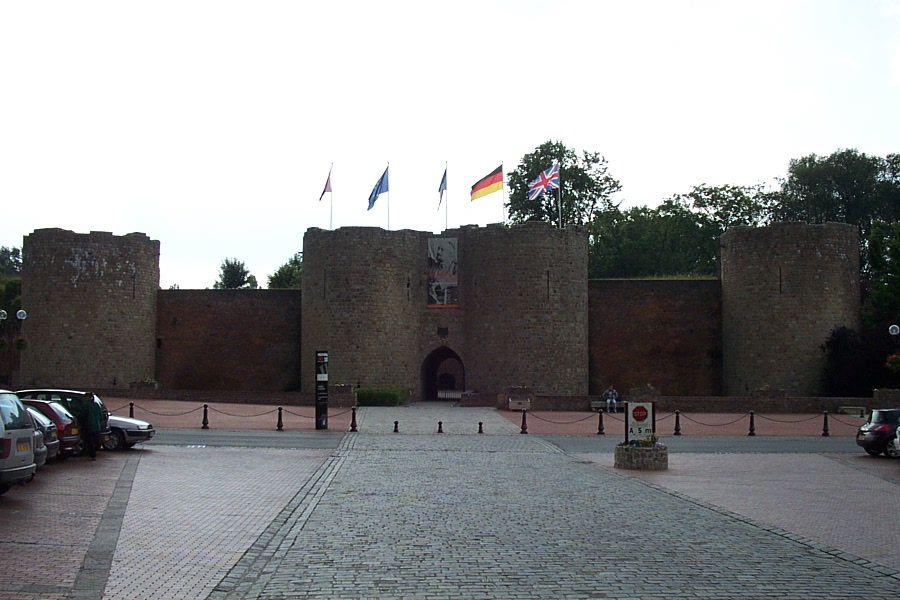
Entrada do Château de Péronne

O Château de Péronne é um castelo parcialmente em ruínas na comuna de Péronne, no departamento de Somme, na França.
Consiste nas ruínas de três torres e nas paredes que as conectam.
O castelo é propriedade da comuna. Está classificado desde 1924 como um monumento histórico pelo Ministério da Cultura da França .  Dentro do castelo está o Historial da Grande Guerra, um museu da Primeira Guerra Mundial.